# Varanus rainerguentheri
Varanus rainerguentheri là một loài thằn lằn trong họ Varanidae. Loài này được Ziegler, Böhme & Schmitz mô tả khoa học đầu tiên năm 2007.